# Шкофљица
Шкофљица (словен. Škofljica) је град и управно средиште истоимене општине Шкофљица, која припада Средњесловенској регији у Републици Словенији.
По попису становништва из 2011. године насеље Шкофљица имало је 2.209 становника.